# Ptisana rolandi-principis
Ptisana rolandi-principis är en kärlväxtart som först beskrevs av Rosenst., och fick sitt nu gällande namn av Christenh. Ptisana rolandi-principis ingår i släktet Ptisana och familjen Marattiaceae. Inga underarter finns listade i Catalogue of Life.